# Síria nos Jogos Olímpicos de Verão de 1992
A Síria competiu nos Jogos Olímpicos de Verão de 1992, em Barcelona, Espanha.

## Resultados por Evento

### Atletismo
Maratona masculina
- Moussa Alhariri — 2:47.06 (→ 84º lugar)

110m com barreiras masculino
- Kheireldin Abeid
  - Eliminatórias — 14.23 (→ não avançou)

400m com barreiras masculino
- Zeid Abou Hamed
  - Eliminatórias — DNS (→ não avançou)

### Natação
400m livre masculino
- Hisham Al Massri
  - Eliminatória – 4:00.69 (→ não avançou, 34º lugar)

1.500m livre masculino
- Hisham Al Massri
  - Eliminatória – 15:54.41 (→ não avançou, 22º lugar)